# Справи Майдану

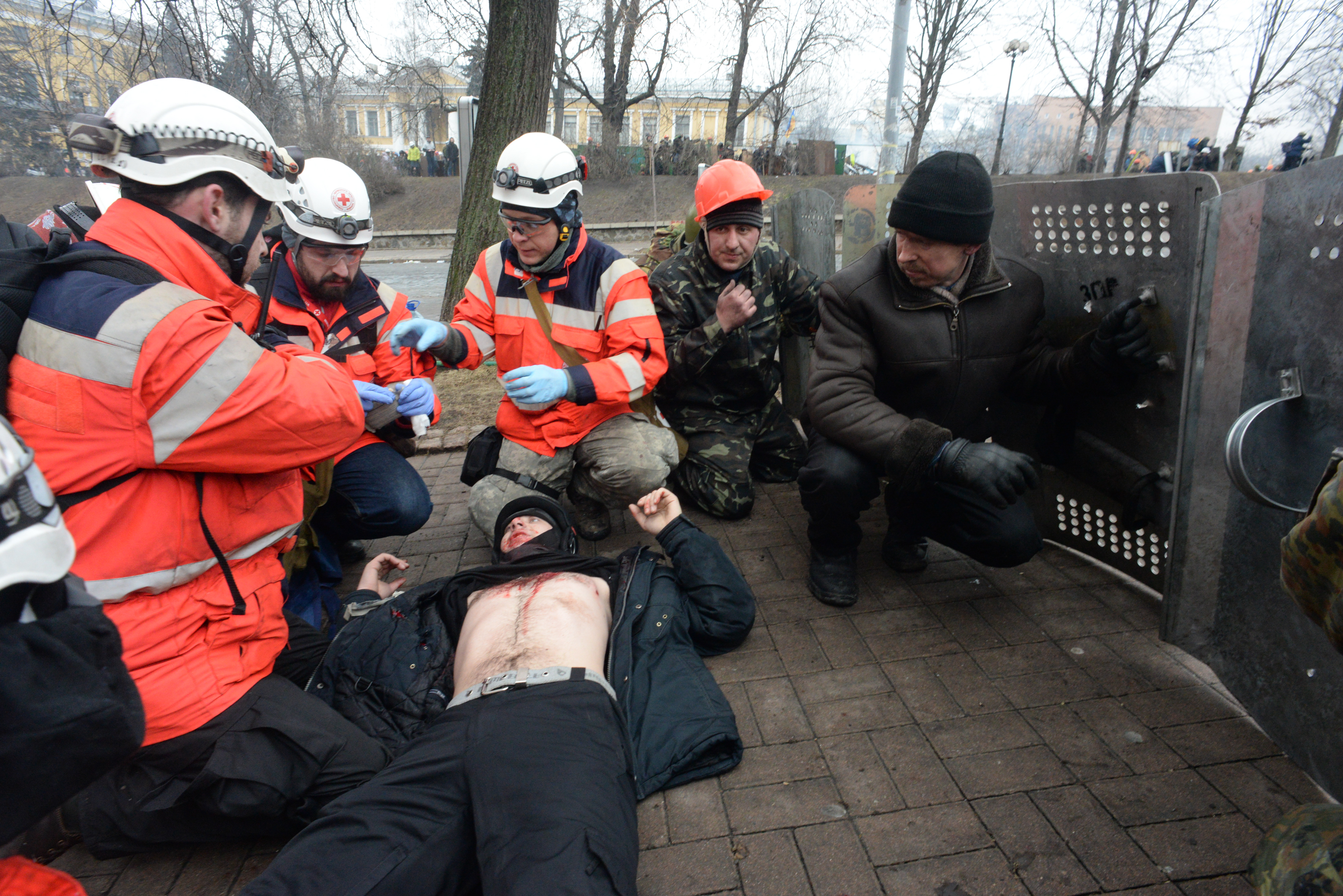
Волонтери Червоного хреста надають першу допомогу пораненому на вулиці Інститутській, 20 лютого 2014 року

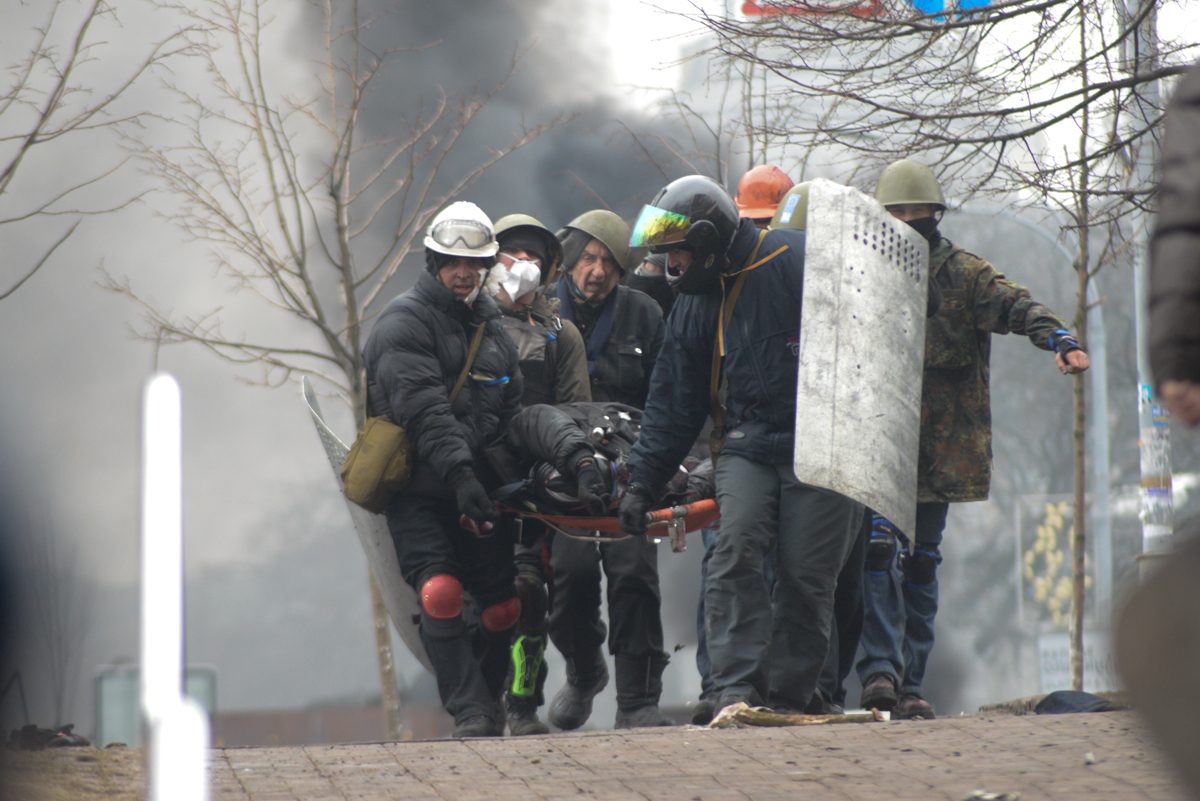
Загони самооборони виносять поранених до Майдану, 20 лютого 2014 року

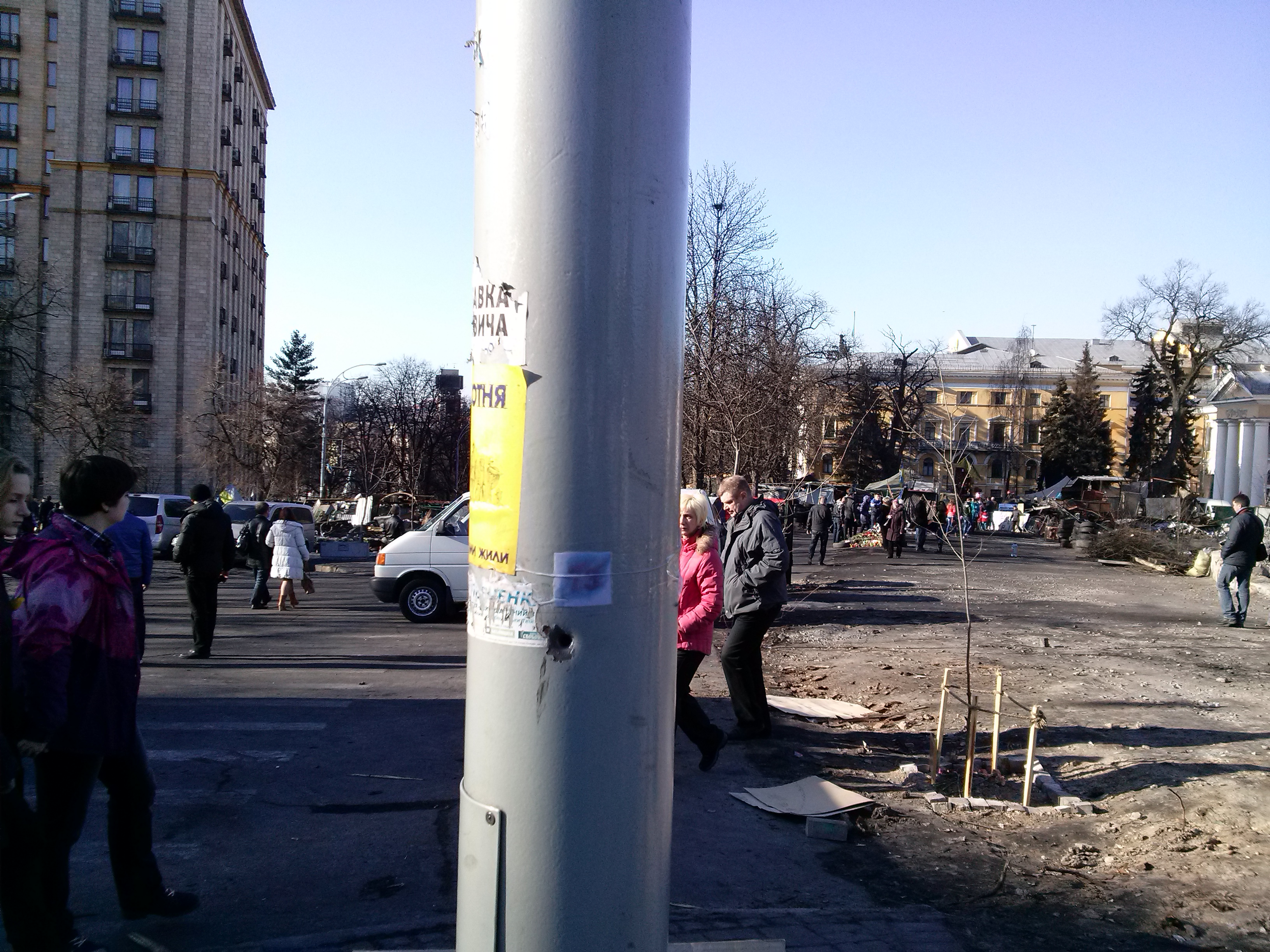
Позначка «13» поблизу кульового отвору на сталевому стовпі з протилежного боку від Майдану. Наскрізний отвір вказує на будівлю Нацбанку України

«Справи Майдану» — узагальнена назва низки кримінальних проваджень, пов'язаних із перешкоджанням проведенню мирних акцій протесту, які відбувались у Києві та інших містах України (Євромайдан). Загалом від злочинів постраждало 2442 особи.

## Євромайдан
Перебіг Євромайдану завершився подіями 18—20 лютого 2014 року, коли у Києві загинуло близько 100 протестувальників: понад 20 осіб загинуло під час сутичок у Маріїнському парку та на вулицях Києва 18 лютого, декілька чоловік були вбиті або згоріли під час штурму Будинку профспілок урядовими спецпризначенцями 19 лютого, а ще 49 осіб загинуло внаслідок розстрілу на Інститутській 20 лютого. Слідчі органи України порушили Справу про розстріли на Майдані, яка мала б встановити обставини і винуватців цих злочинів.
Учасники протестів і Уряд Яценюка в українських ЗМІ звинувачують у цих подіях режим Януковича.
Водночас на початку березня 2014 року з'явилися припущення, що стрілянину могли організувати інші учасники конфлікту з метою провокацій, зокрема, представники спецслужб Росії.
У березні та квітні 2014 року представники поваленої влади, зокрема Віктор Янукович, Олександр Якименко та Віталій Захарченко, звинуватили в стрілянині представників опозиції.
З 2015 року кримінальна справа № 759/3498/15-к слухається в Святошинському районному суді міста Києва. Станом на жовтень 2019 року справу розглядають два професійних судді та троє присяжних. У цьому провадженні зібрані докази про 48 вбитих та 80 поранених; на лаві підсудних низка колишніх «беркутівців».

## Розслідування

### 2014—2018
20 лютого 2014 року та пізніше в інтернеті з'явились декілька відео, на яких зображено, як силовики зранку 20 лютого стріляють із вогнепальної зброї в неозброєних протестувальників Євромайдану. Слідство встановило, після 15 години 20 лютого міліцейські підрозділи почали масово отримувати зброю та бойові набої. Загалом було видано 1000 стволів, з них 408 — «тітушкам». Через те жертв могло бути значно більше, але не було надано наказу на застосування цієї зброї.
25 лютого 2014 року Головним слідчим управлінням Генеральної прокуратури розпочато кримінальне провадження за фактами організації вчинення умисних вбивств під час проведення масових заходів на майдані Незалежності у Києві в період з листопада 2013 по лютий 2014 року.
Генеральний прокурор Віталій Ярема 23 червня 2014 року за підсумками Дня відкритих дверей у Головному слідчому управлінні ГПУ, організованого для родичів загиблих із «Небесної сотні» заявив, що Генпрокуратура завершує досудове розслідування щодо перших трьох співробітників «Беркуту», причетних до розстрілу учасників Майдану в Києві 18—20 лютого.
18 вересня 2014 року Печерський районний суд міста Києва продовжив строк тримання під вартою двох співробітників «Беркуту» нижчого рангу, проте наступного дня звільнив під домашній арешт їхнього командира Дмитра Садовника, якому було повідомлено про підозру у вчиненні 39 вбивств. Оскільки строк його тримання під вартою вже було подовжено до 27 вересня 2014 року, суд не мав жодних законних підстав для його дострокового звільнення. І хоча рішення суду першої інстанції було пізніше скасовано в апеляційному порядку, Садовник до того часу вже втік, і таким чином органи прокуратури втратили не лише найважливішого підозрюваного у численних вбивствах на Майдані, а й ключового свідка, що був сполучною ланкою між командуванням «Беркуту» та підрозділом, що, як вважається, несе відповідальність за численні вбивства учасників акцій протесту 20 лютого 2014 року.
4 жовтня 2014 року Печерський районний суд ухвалив рішення заарештувати колишнього командира спецроти підрозділу міліції особливого призначення «Беркут» Дмитра Садовника як причетного до розстрілу активістів Євромайдану на вулиці Інститутській у Києві.
20 лютого 2015 року глава СБУ Валентин Наливайченко заявив про причетність помічника президента РФ Владислава Суркова до керівництва групами снайперів під час масових акцій протесту у лютому 2014 року. За його словами, колишні співробітники спецпідрозділу СБУ «Альфа» на допитах надали інформацію про місцерозташування снайперів, які цілилися в мітингувальників і правоохоронців. Того ж дня Президент Петро Порошенко заявив, що Генеральна прокуратура та Служба безпеки України встановила чіткий російський слід у розстрілі Майдану взимку 2014 року. Він сказав, що слідство отримало доступ до записів телефонних розмов Януковича з представниками російських силових структур, які разом заздалегідь готувалися до розстрілу.
17 жовтня 2015 року Генпрокурор Віктор Шокін заявив, що усі епізоди щодо подій на Майдані зібрані в одне, вибудована хронологія узурпації влади, а також піраміда людей, причетних до злочинів проти Євромайдану. На її вершині опинився Віктор Янукович. Наприкінці інтерв'ю Шокін додав: «Можу сказати, що фактично справу розслідувано». Коментуючи заяви Наливайченка, Шокін сказав, що жодних документів, які підтверджували б його слова, він так і не надав. Також він заявив, що більшість доказів про скоєні на Майдані злочини були знищені, але багато чого вдалося відновити. 20 жовтня керівник управління спецрозвідувань ГПУ Сергій Горбатюк заявив, що у період Майдану до України приїжджав 41 представник служби безпеки Російської Федерації.
17 листопада силовики показали повний звіт щодо розслідування злочинів проти Майдану. Під час розслідування злочинів проведено понад 8 тисяч слідчих та процесуальних дій, допитано 5 тисяч свідків та потерпілих, призначено понад 1500 експертиз, проведено 900 оглядів місць подій, речей та відеозаписів, а також близько 500 слідчих експериментів. У списку підозрюваних, крім президента Януковича, опинилися:
- секретар РНБОУ Андрій Клюєв;
- його заступник Володимир Сівкович;
- міністр внутрішніх справ Віталій Захарченко;
- голова київської адміністрації Олександр Попов;
- керівники ГУМВС України в Києві Валерій Коряк та Петро Федчук;
- начальник управління громадської безпеки ГУМВС України в Києві Олег Мариненко;
- командири підрозділів «Беркут» С. Кусюк, А. Дидюк, М. Тягнирядно, Є. Антонов, Ю. Шевченко та Д. Садовник.

Слідство встановило, що 1 грудня співробітниками «Беркуту» та внутрішніх військ під час спроби розігнати Майдан був жорстко побитий 41 учасник мирної акції протесту та 12 журналістів. Двоє осіб отримали тяжкі тілесні ушкодження, 12 — ушкодження середньої тяжкості, 36 — легкі тілесні ушкодження. За кримінальні переслідування майданівців на лаві підсудних опинилися 20 слідчих міліції, прокурорів та суддів. За переслідування учасників руху «Автомайдан» було направлено обвинувальні акти щодо 40 осіб, в тому числі 38 працівників органів внутрішніх справ та 2 суддів.
25 грудня прокурор відділу процесуального керівництва у кримінальних провадженнях слідчого управління спеціальних розслідувань ГПУ О. Донський заявив, що події, які відбулися після початку вбивств 18 лютого, узгоджуються з телефонними розмовами Януковича і Азарова з одними і тими ж користувачами мобільних телефонів російських операторів зв'язку, яки мали відношення до російських силових структур.
Результати балістичних експертиз підтвердили, що до вбивств майданівців причетний міліцейський підрозділ «Беркут», оскільки, відповідно до результатів цих експертиз, між кулями, витягнутими з тіл майданівців, і зброєю міліцейського підрозділу «Беркут» виявлені збіги: ці кулі були випущені зі зброї міліцейського підрозділу «Беркут».
Експертизи куль встановили причетність спецпідрозділу «Беркут» до розстрілів на Майдані. Зокрема, встановлено, що двоє підсудних, колишні службовці спецпідрозділу Беркут Павло Аброськін і Сергій Зінченко, є причетні до вбивств 20 лютого 2014 року. Чисельні свідченя свідків та потерпілих під час судового розгляду «Вбивств людей 20.02.2014 під час Євромайдану» підтверджують участь колишніх працівників міліції у розстрілах протестуючих на Майдані.

### 2019—2022
20 лютого 2019 року Генеральний прокурор України Юрій Луценко заявив про те, що ГПУ фактично завершила розслідування розстрілу активістів Євромайдану у Києві і комісія експертів на підставі 988 томів слідства дійшла висновку, що загибель та поранення учасників Євромайдану прямо пов'язані з рішеннями і діями екс-президента Віктора Януковича, екс-голови СБУ Олександра Якименка та його підлеглих Володимира Тоцького, Сергія Ганжі, Потієвського, Олександра Щеголєва, а також екс-міністра внутрішніх справ Віталія Захарченка та його підлеглих Станіслава Шуляка, Сергія Конопляника, Миколенка, колишнього міністра оборони Павла Лебедєва і екс-начальника Генштабу Володимира Замани. Загалом встановлено 66 осіб виконавців, які підозрюються у вбивствах, зокрема, 46 з них втекли до Росії, а решта перебуває під вартою.
21 листопада 2022 року в Офісі Генпрокурора заявили, що за результатами 10 місяців роботи прокурорів та слідчих майже на чверть у порівнянні з попереднім роком зросла кількість осіб, щодо яких обвинувальні акти у справах щодо Майдану були направлено до суду. 19 обвинувальних актів стосовно 50 осіб. Серед них 3 високопосадовці, 1 суддя, 28 правоохоронців, у тому числі 3 прокурори та 7 слідчих, а також 18 цивільних осіб.
Повідомляється, що, зокрема, до суду скеровано обвинувальний акт стосовно колишніх міністра внутрішніх справ України, його заступника та директора Департаменту матеріального забезпечення МВС України за фактом перевищення влади та службових повноважень під час поставки із РФ спеціальних засобів — гранат нелетальної дії, що спричинило тяжкі наслідки. Також скеровано обвинувальний акт стосовно 5 так званих «тітушок» за фактом умисного вбивства журналіста В'ячеслава Веремія.
Окрім того, на цей час завершено досудове розслідування ще у 9 провадженнях стосовно 21 особи, з них у 2022 році — у 5 провадженнях щодо 5 осіб, у числі яких 2 високопосадовці, 2 правоохоронці та 1 цивільна особа.

### 2023-…
14 жовтня 2023 року ДБР завершило досудове розслідування щодо 6 колишніх міліціонерів з «Беркуту». їхні справи було передано до суду. За даними слідства, 20.02.014 на вулиці Інститутській ці міліціонери виконали наказ керівництва та застосували до протестувальників табельну вогнепальну зброю з бойовими припасами. 18 жовтня суд призначив довічне ув'язнення та позбавлення всіх звань заступнику командира спецпідрозділу «Беркут» Олегу Янішевському.
У червні 2024 року ДБР встановило силовиків, які здійснили перші постріли по мітингувальниках під час протестів 20 лютого 2014 року. ДБР повідомило про підозру колишньому командиру «Беркуту» в Севастополі та одному з міліціонерів підрозділу. Вони були безпосередніми виконавцями масових розстрілів та фактично були першими, хто почав стрільбу по мітингувальниках.

## Засуджені й виправдані
Суд присяжних Святошинського суду Києва оголосив вирок від 18 жовтня 2023 року у кримінальному провадженні «Вбивства людей 20 лютого 2014 року під час Євромайдану».
Цей вирок визначив покарання чотирьом працівникам та виправдання одному працівнику «чорної роти» спецпідрозділу «Беркут»:
- Олег Янішевський, заступник командира спецпідрозділу «Беркут» — довічне ув'язнення, позбавлення всіх звань (звільнений з-під варти в грудні 2019 для обміну з рф, втік до росії)

- Павло Аброськін, спецпризначенець — 15 років з позбавленням права обіймати посади три роки (звільнений з-під варти в грудні 2019 для обміну з рф, втік до росії)

- Сергій Зінченко, колишній боєць підрозділу — 15 років, позбавлення всіх звань, заборона обіймати посаду три роки (звільнений з-під варти в грудні 2019 для обміну з рф, втік до росії)

- Олександр Марінченко, колишній боєць підрозділу — вже відбув покарання, перебуваючи в СІЗО: суд враховував його строк перебування під вартою в розрахунку 1 день попереднього ув'язнення за 2 дні позбавлення волі.

- Сергій Тамтура, колишній боєць підрозділу — виправданий за всіма статтями.[50]

В жовтні 2023 року та 17 січня 2024 року до суду також були скеровані обвинувальні акти стосовно інших міліціонерів роти спеціального призначення «Беркут», підпорядкованого ГУМВС України в місті Києві, які застосували вогнепальну зброю проти учасників мирних акцій протесту 20 лютого 2014 року, що призвело до загибелі беззбройних активістів.

## Сергій Пашинський і вогнепальна зброя

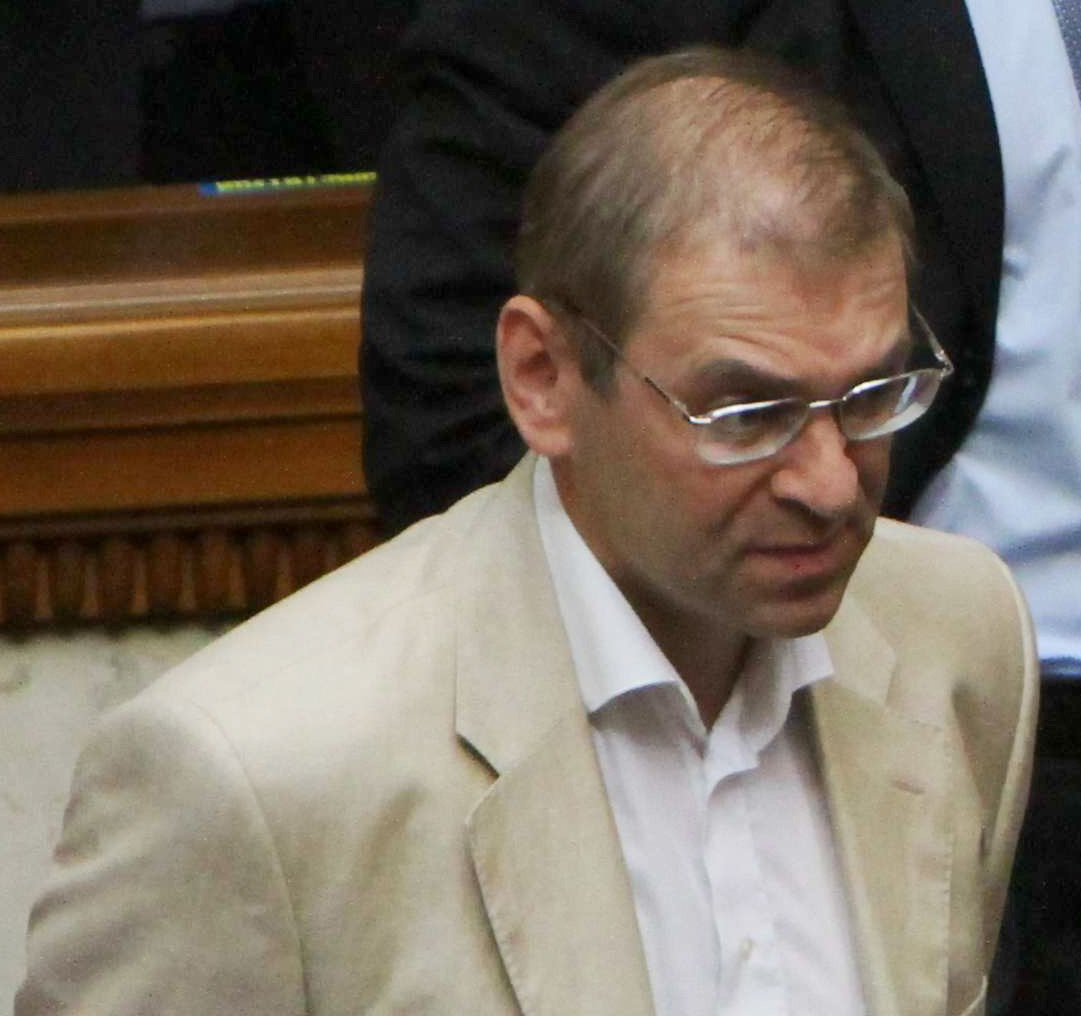
Сергій Пашинський, в. о. голови адміністрації президента України (05.03-10.06.2014)

18 лютого активістами Майдану було зупинено автомобіль, у багажнику якого знайшли мисливський карабін. Потім у машину сів народний депутат Сергій Пашинський, і вона покинула місце. Пашинський пояснив, що допоміг уникнути розвитку інциденту з активістом, у якого був мисливський карабін та дозвіл на нього. За словами Пашинського, він просто відвіз його подалі від агресивної юрби, записавши його координати. Власника зброї потім допитувала Генеральна прокуратура України, а із самого карабіну робилися відстріли, що не дали позитивного результату щодо можливих звинувачень.

## Версія Геннадія Москаля
Депутат Геннадій Москаль, який очолював тимчасову слідчу комісію ВРУ з приводу масових убивств на Майдані, в інтерв'ю газеті «Дзеркало тижня» 6 березня 2014 року стверджував, що снайпери, які розстрілювали протестуючих і міліціонерів на вулиці Інститутській, були співробітниками силових відомств і діяли за наказом колишніх глави СБУ Олександра Якименко і міністра МВСВіталія Захарченко, і що лише Захарченко міг віддати наказ застосувати зброю спецпідрозділами МВС. Москаль також заявив, що опозиціонерів на вулиці Грушевського вбивав саме «Беркут» з рушниць «Форт-500» 12-го калібру.
Треба зауважити, що гладкоствольна зброя, що стріляє картеччю, якою є «Форт-500», будучи зброєю тактичного бою, не застосовується в снайперських цілях у силу малої дальності прицільного пострілу (до 40 метрів) і, власне, розльоту картечі. Тим не менш, можливе неприцільне ураження цілей на відстані пострілу, при цьому клас снайперської стрільби непридатний. «Беркут» мав на озброєнні гвинтівки СВД; при цьому кожна зброя може бути ідентифікована по кулях, які мають унікальний трасологічний «почерк», який заноситься в картотеку кожної одиниці зброї до її надходження у війська, і кожна одиниця зброї може бути встановленою за залишками зруйнованої кулі. Крім того, ще до експертизи, незважаючи на однаковий калібр, за величиною кулі можна розрізнити випущені з СВД і з автомата Калашникова, бо вони мають різну довжину і масу. Станом на серпень 2014 року щодо приналежності куль думка судової експертизи Києва не була опублікованою, тільки заяви різних не експертних осіб, в тому числі політично важливих.
На думку Москаля, нове керівництво МВС і СБУ спускає на гальмах справи про масові вбивства на Євромайдані та саботує роботу з розслідування, намагаючись вигородити злочинців. Нові керівники силових відомств, щоб уникнути покарання рядових виконавців, намагаються перекласти провину на невідомі «треті сили».
Геннадій Москаль також зібрав документи щодо плану розміщеня та послідовності дій снайперів та їхніх керівників, направлених на Майдан.

## Версія Олександра Якименка

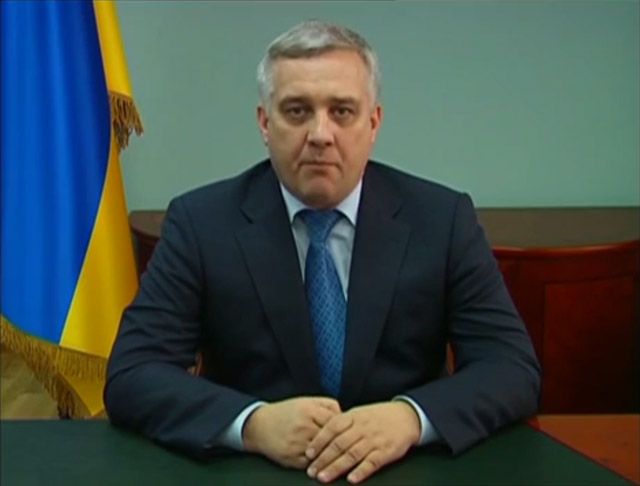
Колишній Голова СБУ генерал-майор Якименко

12 березня 2014 року генерал-майор Олександр Якименко, який очолював Службу безпеки України (СБУ) при президентові Вікторі Януковичі, в ході інтерв'ю на телеканалі «Росія-1» заявив, що розстріли обох протиборчих сторін (співробітників «Беркута» і цивільних осіб від опозиції) 20 лютого 2014 року невідомими снайперами виконувалися з будівлі Філармонії, яка перебувала під повним контролем сил опозиції і, зокрема, так званого «коменданта Майдану» Андрія Парубія, який після подій 21—22 лютого був призначений секретарем Ради національної безпеки і оборони (РНБО) України.

## Звіт Тимчасової слідчої комісії Верховної Ради
У липні 2014 року з офіційного звіту слідчої комісії Верховної Ради стало відомо, що у справі про розстріл людей на Майдані вже за нового керівництва МВС було знищено всі докази.
Голова ТСК Геннадій Москаль заявив, що наприкінці лютого просив міністра Арсена Авакова опечатати зброю спецпідрозділів, у яких значилися снайперські групи. Цього не було зроблено, а 62 беркутівці на чолі із заступником командира Сергієм Кусюком викрали кілька десятків автоматів, снайперські гвинтівки та втекли.
Також було знищено всю документацію, що пов'язана зі зброєю.
У звіті ТСК зроблено висновок, що докази втрачено безповоротно саме через злочинну недбалість нового керівництва МВС.

## Звіт Міжнародної дорадчої групи
Міжнародна дорадча група (МДГ) була створена Генеральним секретарем Ради Європи в квітні 2014 року з метою нагляду за дотриманням усіх вимог Європейської конвенції про захист прав людини і основоположних свобод та практики Європейського суду з прав людини при розслідуванні випадків насильницьких дій, які мали місце в Україні, починаючи з 30 листопада 2013 року.
У звіті, оприлюдненому 31 березня 2015 року, МДГ дійшла висновку, що за більшість убивств, скоєних 20 лютого, найімовірніше відповідальні бійці спецпідрозділу «Беркут», якими керував майор Дмитро Садовник.
Інші висновки:
- Генеральна прокуратура не зробила всіх необхідних дій із переслідування головних підозрюваних у справі про розстріл на Інститутській, а за Віталія Яреми — свідомо блокувала затримання.
- Принаймні троє з 49 осіб, що загинули на Інститутській, були застрелені з готелю «Україна» або ж із будинку консерваторії.
- Більшість демонстрантів, що загинули 20 лютого, отримали поранення з автоматів Калашнікова калібру 7,62×39, який був у наявності у бійців «Беркуту».
- МДГ не виключає можливості участі «третьої сили», однак офіційне слідство не надало представникам групи необхідних доказів.
- Дії МВС не були направлені на співпрацю та, в деяких випадках, перешкоджали розслідуванню[22][63].

## Рішення ЄСПЛ
21 січня 2021 року Європейський суд з прав людини виніс рішення у низці справ щодо подій Революції гідності. Це, зокрема, справи:
- Шморгунов та інші проти України
- Луценко і Вербицький проти України
- Кадура і Смалій проти України
- Дубовцев та інші проти України
- Воронцов та інші проти України.

Суд, зокрема, встановив, що українська влада свідомо застосовувала жорстоке поводження і що держава Україна несе відповідальність за вбивство принаймні одного протестувальника — Юрія Вербицького.
Суд констатував порушення статті 3 (заборона тортур і нелюдського та такого, що принижує гідність, поводження) Європейської конвенції про права людини, пунктів 1 і 3 статті 5 (право на свободу та особисту недоторканність), статті 11 (свобода зібрань та асоціацій), статті 2 (право на життя) і статті 8 (право на повагу до приватного і сімейного життя).
Також зазначено, що виявлені порушення були стратегією з боку влади, а розслідування подій на Майдані у багатьох випадках було неефективним. Суд констатував відсутність незалежного і ефективного механізму в Україні для розслідування злочинів, скоєних співробітниками правоохоронних органів і недержавних агентів («тітушок») під час подій на Майдані.

## Зауваження
1. ↑  покидані щити та кийки бійців "беркуту" біля аеропорту Жуляни 22 лютого 2014

### Документи
- Звіт Міжнародної дорадчої групи про проведення нагляду за розслідуванням подій на Майдані від 31 березня 2015 року. [Архівовано 2 квітня 2015 у Wayback Machine.] — С. 87-88.